# Comuna Banite, Smolean
Banite (în bulgară Баните) este o comună în regiunea Smolean, Bulgaria, formată din 20 de sate. 

## Localități componente

### Sate
| - Banite - Bosilkovo - Davidkovo - Debeleanovo - Dreanka - Dve Topoli - Gloghino | - Gălăbovo - Krăstatița - Malka Arda - Malko Krușevo - Oreahoveț - Planinsko | - Riben Dol - Slivka - Stărnița - Trave - Vișnevo - Vălcean Dol - Zagrajden |

## Demografie
Componența etnică a obștinei Banite
     Bulgari (84,7%)
     Nicio identificare (14,72%)
     Altele (1,3%)
La recensământul din 2011, populația comunei Banite era de 4.923 locuitori. Din punct de vedere etnic, majoritatea locuitorilor (84,7%) erau bulgari. Pentru 14,72% din locuitori nu este cunoscută apartenența etnică.